# Schlangenwurz (Gattung)
Schlangenwurz (Rauvolfia) ist eine Pflanzengattung innerhalb der Familie der Hundsgiftgewächse (Apocynaceae). Deutschsprachige Trivialnamen sind Teufelspfeffer oder Schlangenwurzel.

## Beschreibung

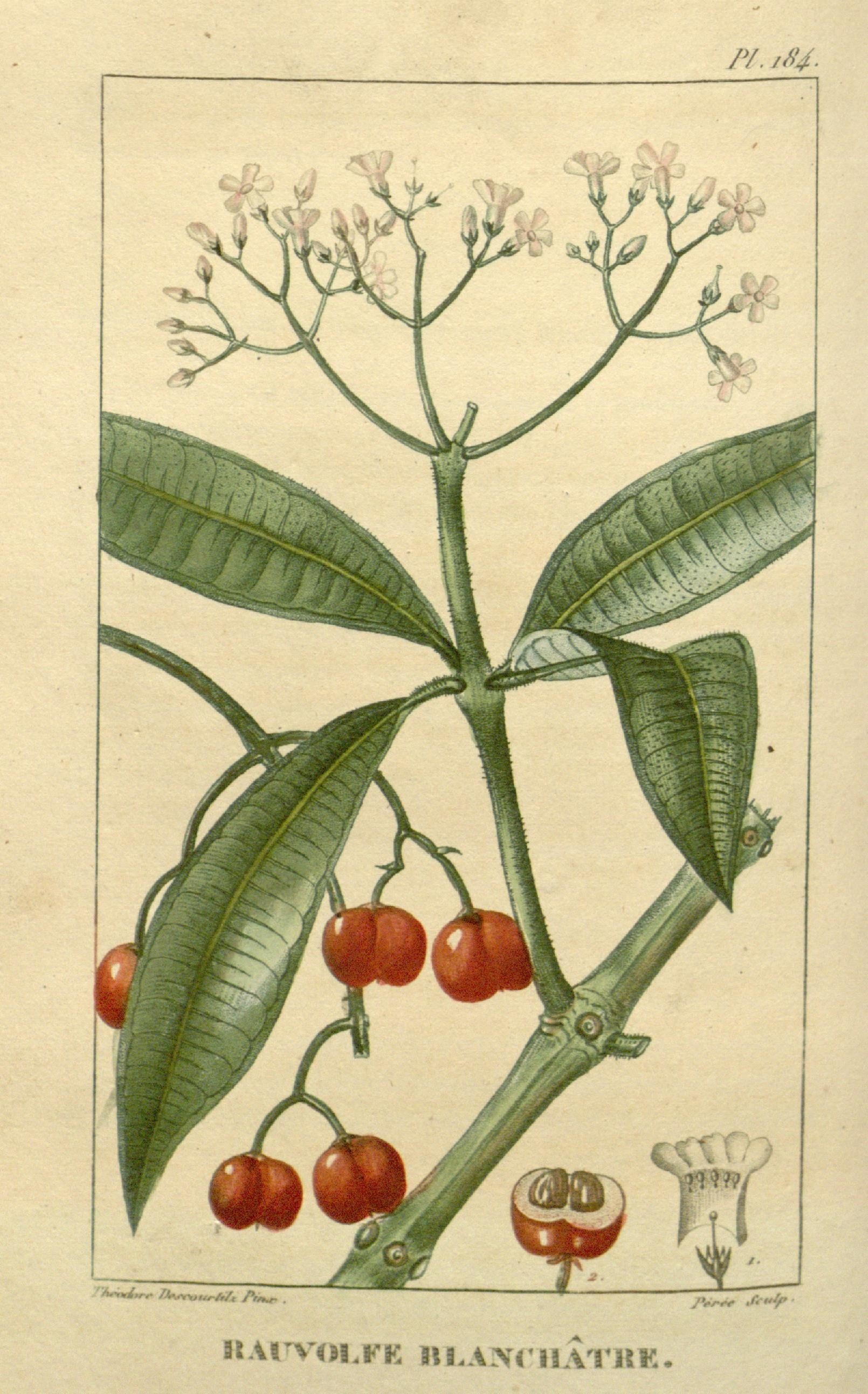
Illustration aus Flore médicale des Antilles, ou, Traité des plantes usuelles, Tafel 184 von Rauvolfia tetraphylla

### Vegetative Merkmale
Die Schlangenwurz-Arten sind immergrüne Sträucher oder Bäume. Die Pflanzen enthalten Milchsaft. Die gestielten Laubblätter sind glänzend und stehen meist wirtelig an den Zweigen.

### Generative Merkmale
Die zwittrigen Blüten sind radiärsymmetrisch und meist fünfzählig mit doppelter Blütenhülle. Die verwachsenen Kelchblätter sind tief geteilt. Die verwachsenen Kronblätter sind weiß, gelb, grün oder rosafarben, manchmal ist die, in der Mitte bauchige, Kronröhre rot. Die Kronzipfel überlappen nach links. Es ist nur ein Staubblattkreis vorhanden; die Staubfäden sind sehr kurz. Die zwei genäherten oder freien Fruchtblätter sind oberständig, mit einem Griffel mit Griffelkopf. Es ist ein becher- oder ringförmiger Diskus vorhanden.
Es werden Steinfrüchte gebildet, die Früchte erscheinen einzeln oder zu zweien, die einzeln, einsamig oder verwachsen, zweisamig sein können.

## Systematik

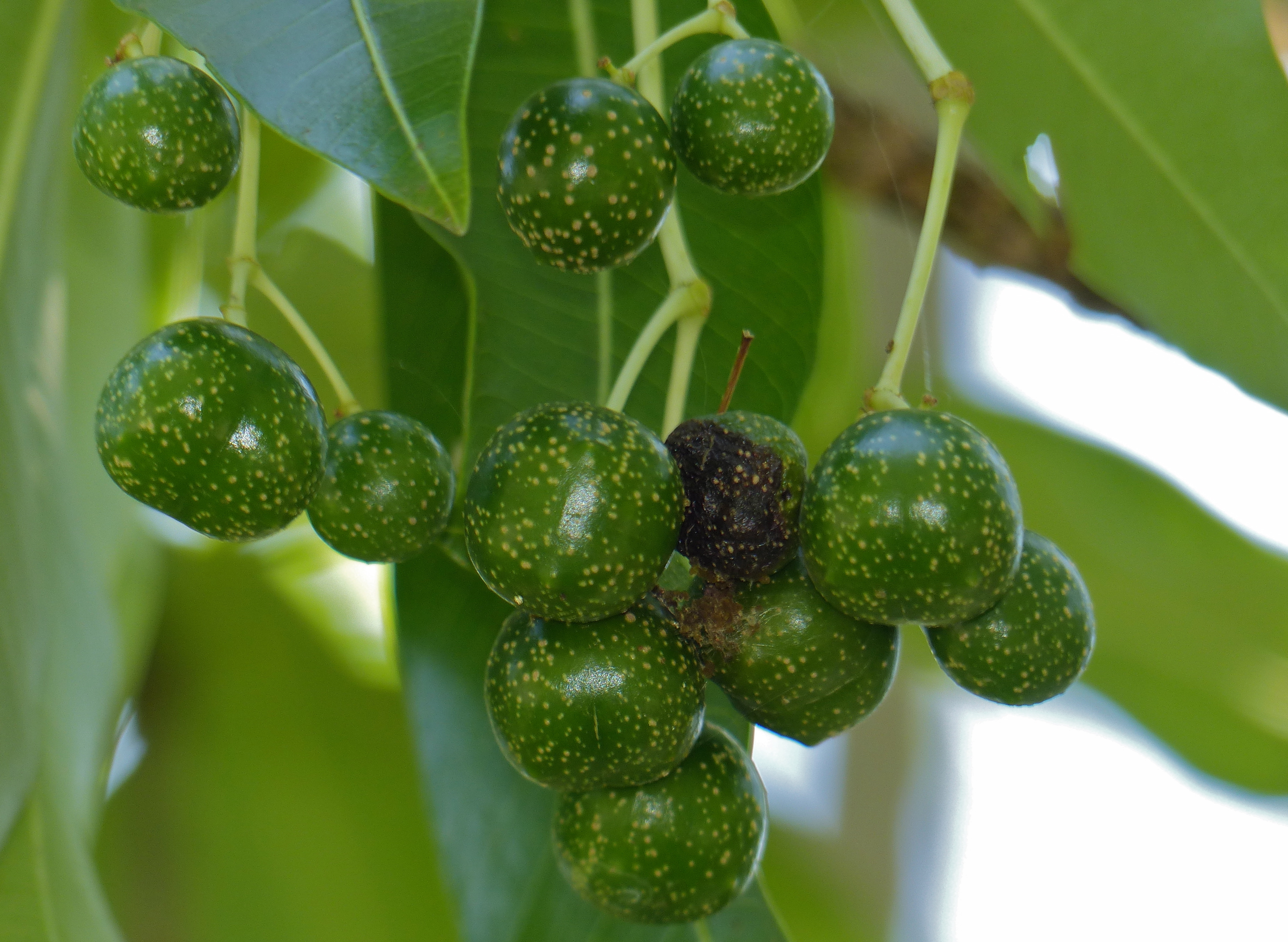
Früchte von Rauvolfia caffra

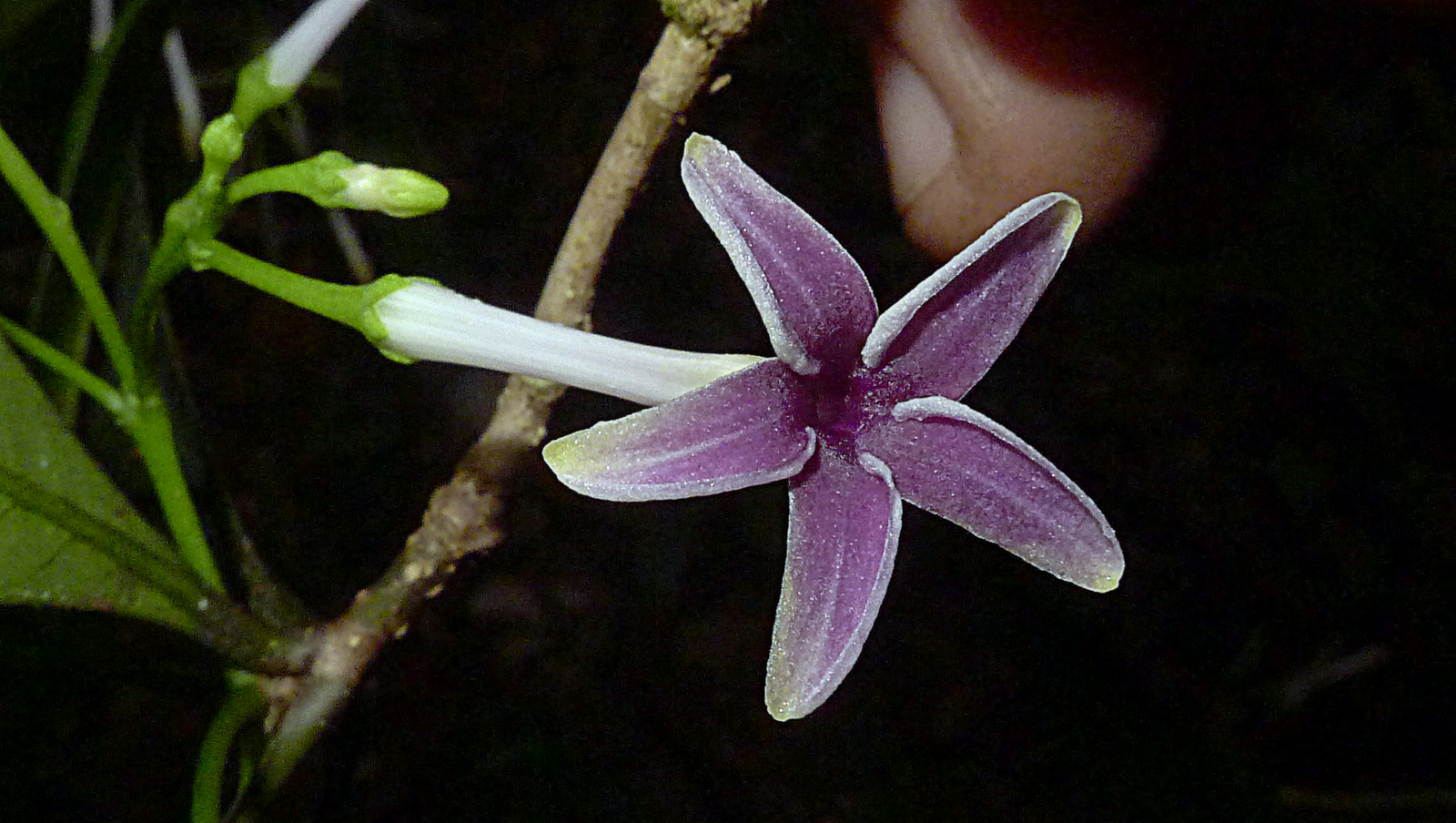
Blüte von Rauvolfia grandiflora

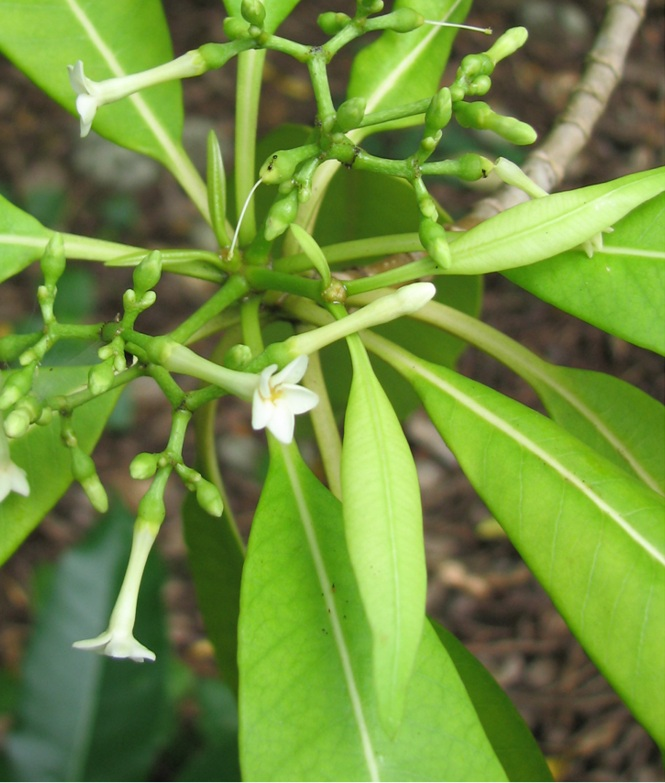
Blütenstand von Rauvolfia nukuhivensis

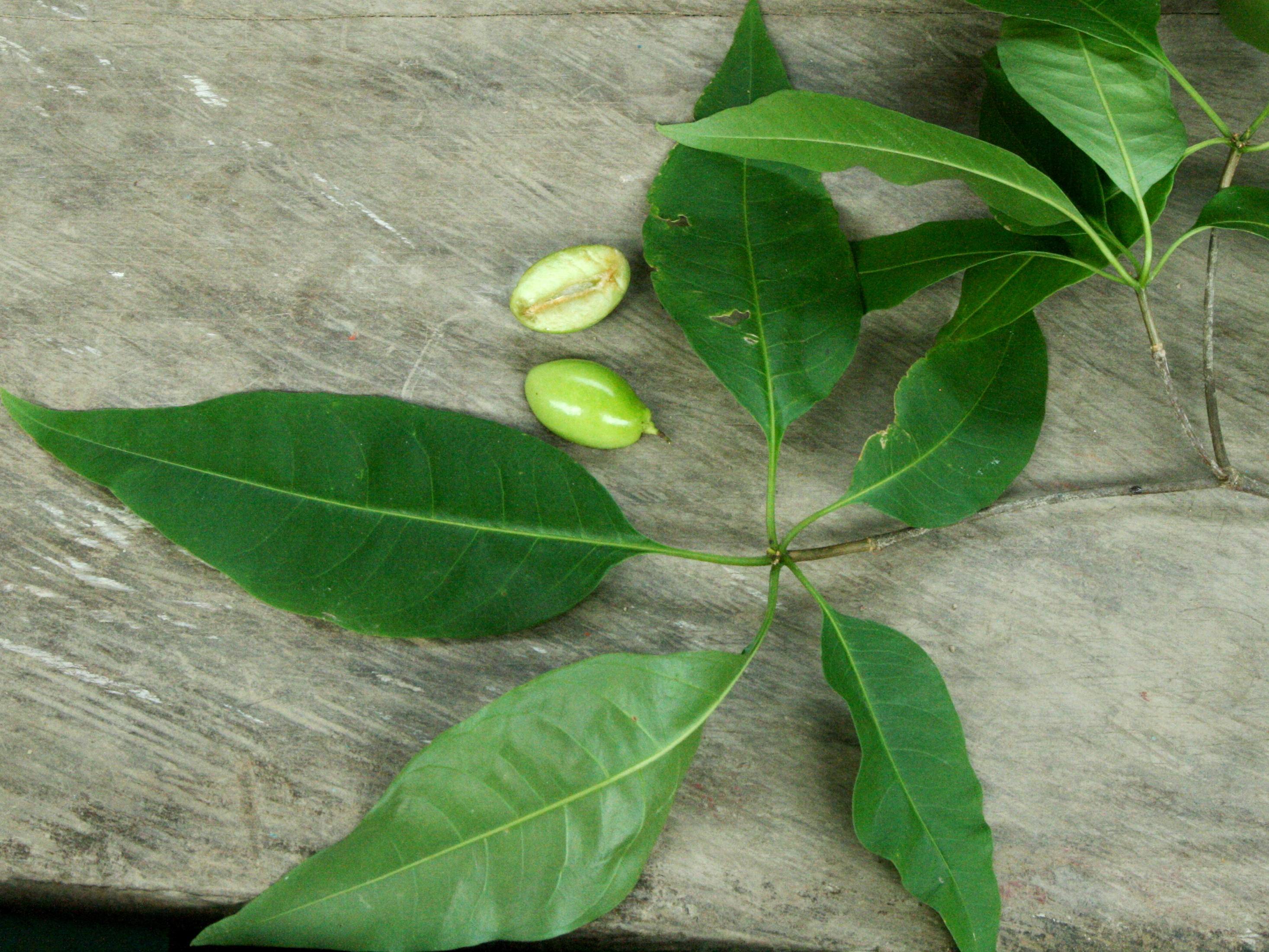
Blätter und Früchte von Rauvolfia polyphylla

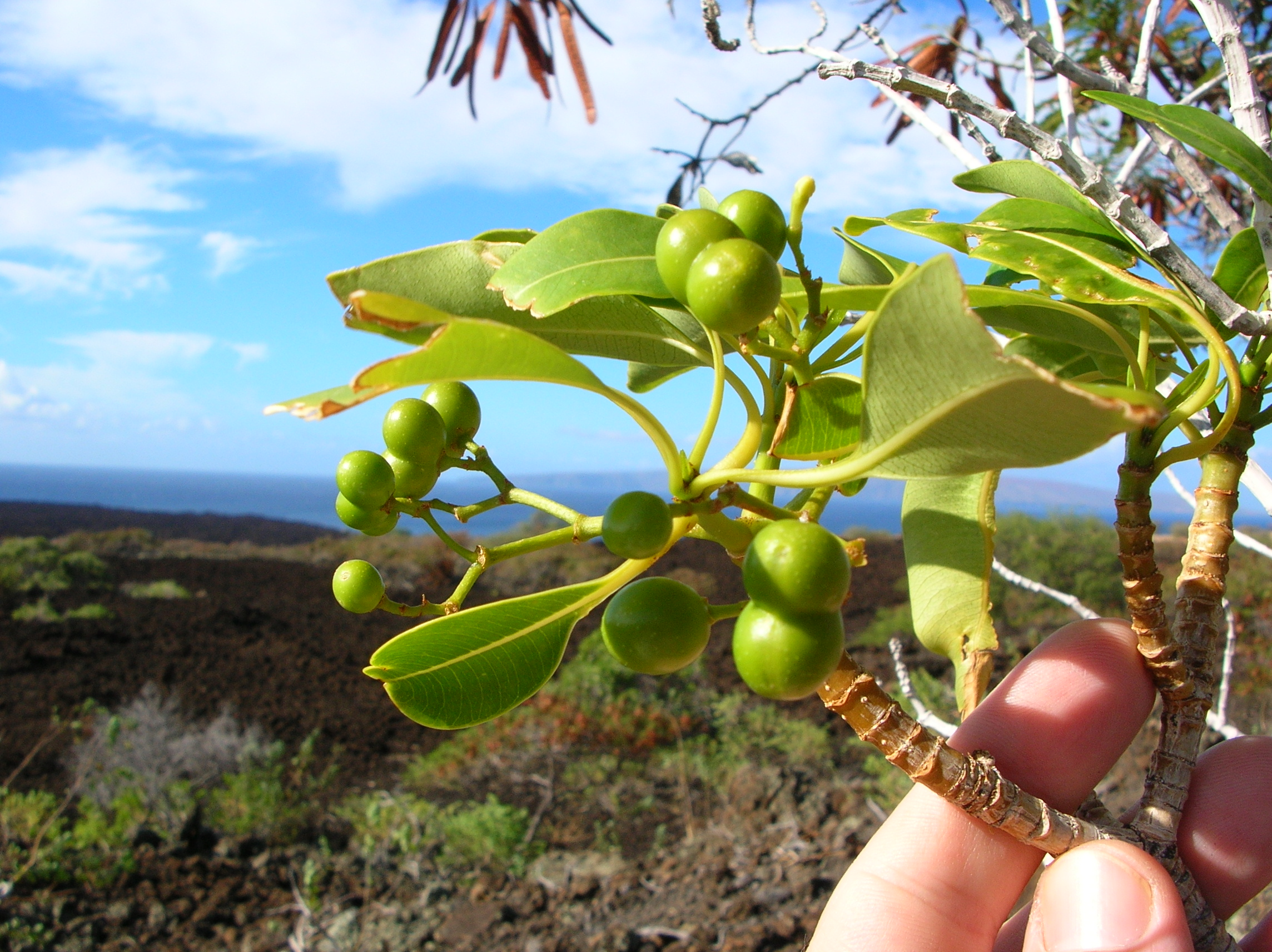
Rauvolfia sandwicensis

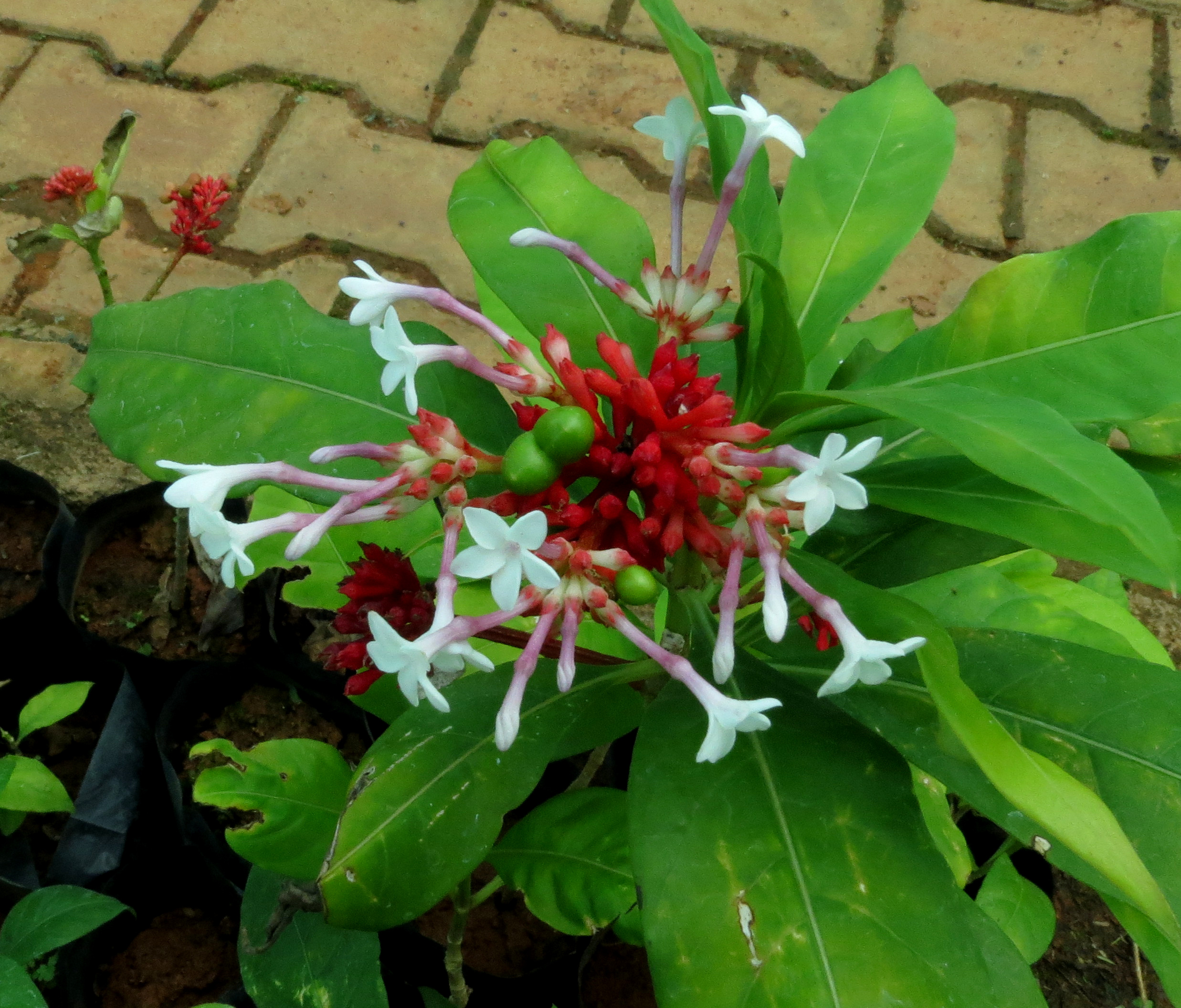
Blätter und Blüten von Rauvolfia serpentina

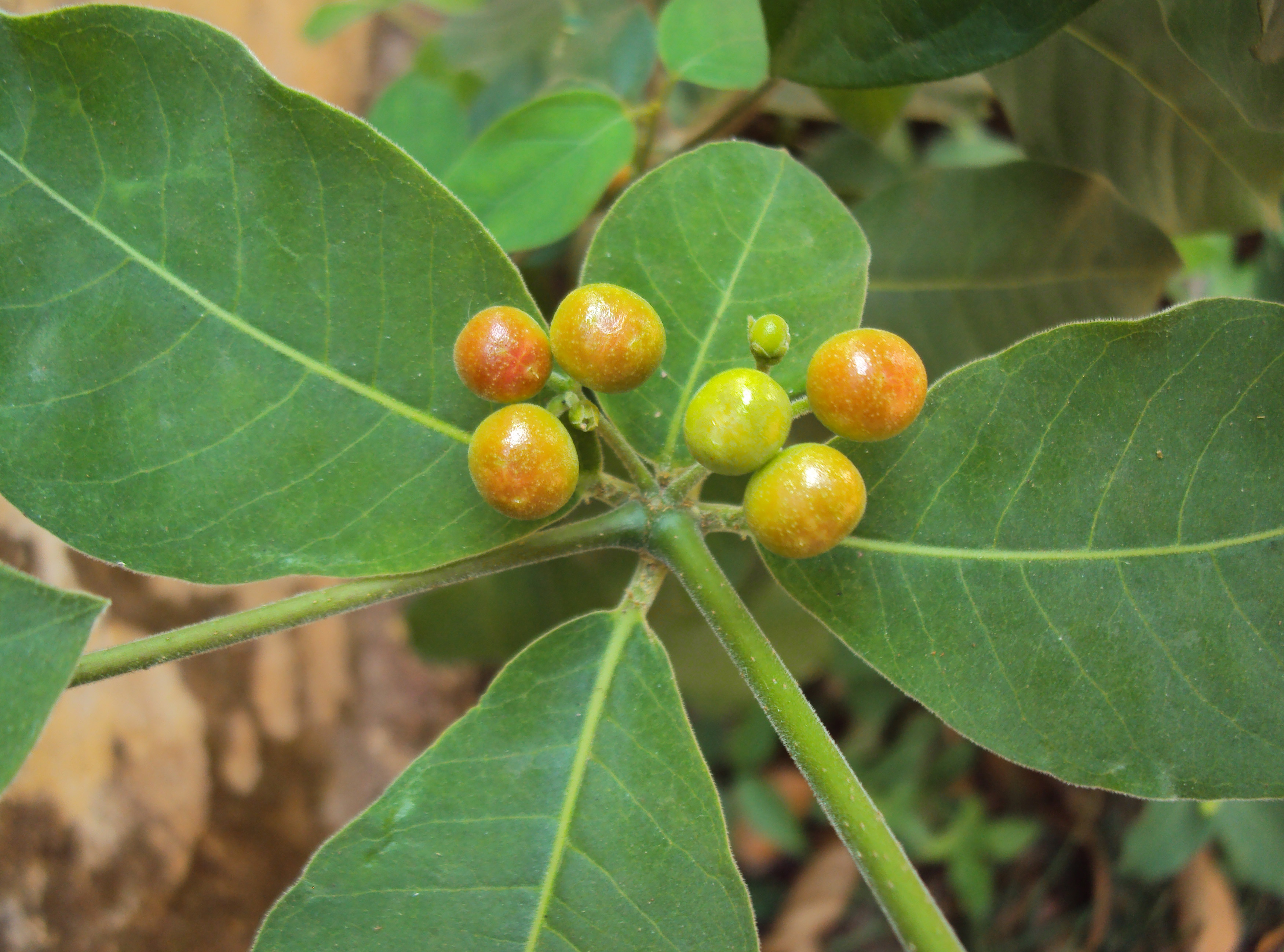
Rauvolfia tetraphylla

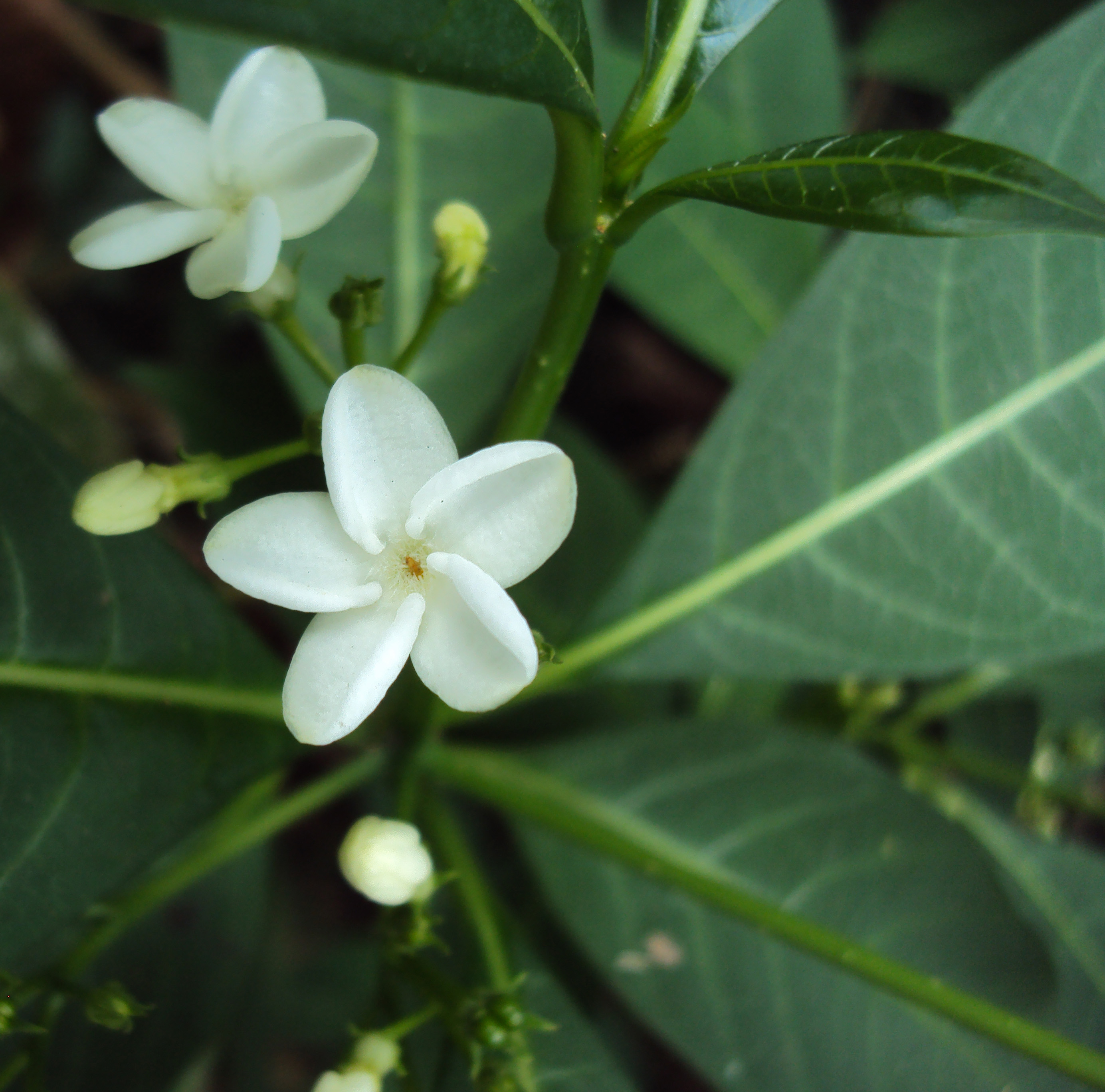
Blüten von Rauvolfia verticillata

### Taxonomie
Die Gattung Rauvolfia wurde 1753/4 durch Carl von Linné aufgestellt. Synonyme für Rauvolfia L. sind: Rauwolfia L., orth. var., Cyrtosiphonia Miq., Dissolena Lour., Heurckia Müll. Arg., Ophioxylon L., Podochrosia Baill. Die Gattungsbezeichnung Rauvolfia ehrt, seit ihrer Benennung durch den Franzosen Charles Plumier (1646–1704), den Augsburger Arzt und Botaniker Leonhard Rauwolf (1540–1596).
Die Gattungsbezeichnung Rauvolfia erhielt die Pflanze im Jahr 1703 von Plumier, der sie nach Rauwolf so bezeichnete, welcher 1576 getrocknete Pflanzen von einer Orientreise mitgebracht hatte. Carl von Linné übernahm diese latinisierte Bezeichnung (mit v) in seinem erstmals 1753 erschienenen Werk Species Plantarum. In späteren Auflagen der Werke Plumiers und Linnés wurde die Schreibweise von den seinerzeitigen Herausgebern jedoch zu Rauwolfia (mit w) abgeändert, weswegen heute beide Schreibweisen verbreitet sind.

### Äußere Systematik
Die Gattung Rauvolfia gehört zur Tribus Vinceae in der Unterfamilie Rauvolfioideae innerhalb der Familie der Apocynaceae.
Das nachfolgende Kladogramm zeigt die wahrscheinlichen Verwandtschaftsverhältnisse nach Endress & Bruyns 2000, der Tribus Vinceae, die 2016 etwa neun Gattungen mit etwa 153 Arten enthält:
|  | Willughbeieae     |
|  |                   |
|  | Tabernaemontaneae |
|  |                   |

|  | Vinca L. (Syn.: Pervinca Mill.) |
|  | |
|  | Ochrosia Juss. (Syn.: Ochrosion St.-Lag. orth. var., Bleekeria Hassk., Calpicarpum G.Don, Diderota Comm. ex A.DC., Excavatia Markgr., Lactaria Rumph. ex Raf., Neisosperma Raf., Pseudochrosia Blume) |
|  | |

|  | \| \| Catharanthus G.Don (Syn.: Ammocallis Small, Lochnera Rchb. ex Endl. nom. illeg.) \| \| \| \| \| \| Kamettia Kostel. \| \| \| \| |
|  | |
|  | Rauvolfia |
|  | |
|  | Catharanthus G.Don (Syn.: Ammocallis Small, Lochnera Rchb. ex Endl. nom. illeg.)                                                      |
|  | |
|  | Kamettia Kostel. |
|  | |

|  | Catharanthus G.Don (Syn.: Ammocallis Small, Lochnera Rchb. ex Endl. nom. illeg.) |
|  |                                                                                  |
|  | Kamettia Kostel.                                                                 |
|  |                                                                                  |

|  | Vinca L. (Syn.: Pervinca Mill.) |
|  | |
|  | Ochrosia Juss. (Syn.: Ochrosion St.-Lag. orth. var., Bleekeria Hassk., Calpicarpum G.Don, Diderota Comm. ex A.DC., Excavatia Markgr., Lactaria Rumph. ex Raf., Neisosperma Raf., Pseudochrosia Blume) |
|  | |

|  | \| \| Catharanthus G.Don (Syn.: Ammocallis Small, Lochnera Rchb. ex Endl. nom. illeg.) \| \| \| \| \| \| Kamettia Kostel. \| \| \| \| |
|  | |
|  | Rauvolfia |
|  | |
|  | Catharanthus G.Don (Syn.: Ammocallis Small, Lochnera Rchb. ex Endl. nom. illeg.)                                                      |
|  | |
|  | Kamettia Kostel. |
|  | |

|  | Catharanthus G.Don (Syn.: Ammocallis Small, Lochnera Rchb. ex Endl. nom. illeg.) |
|  |                                                                                  |
|  | Kamettia Kostel.                                                                 |
|  |                                                                                  |

|  | Vinca L. (Syn.: Pervinca Mill.) |
|  | |
|  | Ochrosia Juss. (Syn.: Ochrosion St.-Lag. orth. var., Bleekeria Hassk., Calpicarpum G.Don, Diderota Comm. ex A.DC., Excavatia Markgr., Lactaria Rumph. ex Raf., Neisosperma Raf., Pseudochrosia Blume) |
|  | |

|  | \| \| Catharanthus G.Don (Syn.: Ammocallis Small, Lochnera Rchb. ex Endl. nom. illeg.) \| \| \| \| \| \| Kamettia Kostel. \| \| \| \| |
|  | |
|  | Rauvolfia |
|  | |
|  | Catharanthus G.Don (Syn.: Ammocallis Small, Lochnera Rchb. ex Endl. nom. illeg.)                                                      |
|  | |
|  | Kamettia Kostel. |
|  | |

|  | Catharanthus G.Don (Syn.: Ammocallis Small, Lochnera Rchb. ex Endl. nom. illeg.) |
|  |                                                                                  |
|  | Kamettia Kostel.                                                                 |
|  |                                                                                  |

|  | Vinca L. (Syn.: Pervinca Mill.) |
|  | |
|  | Ochrosia Juss. (Syn.: Ochrosion St.-Lag. orth. var., Bleekeria Hassk., Calpicarpum G.Don, Diderota Comm. ex A.DC., Excavatia Markgr., Lactaria Rumph. ex Raf., Neisosperma Raf., Pseudochrosia Blume) |
|  | |

|  | \| \| Catharanthus G.Don (Syn.: Ammocallis Small, Lochnera Rchb. ex Endl. nom. illeg.) \| \| \| \| \| \| Kamettia Kostel. \| \| \| \| |
|  | |
|  | Rauvolfia |
|  | |
|  | Catharanthus G.Don (Syn.: Ammocallis Small, Lochnera Rchb. ex Endl. nom. illeg.)                                                      |
|  | |
|  | Kamettia Kostel. |
|  | |

|  | Catharanthus G.Don (Syn.: Ammocallis Small, Lochnera Rchb. ex Endl. nom. illeg.) |
|  |                                                                                  |
|  | Kamettia Kostel.                                                                 |
|  |                                                                                  |

|  | Willughbeieae     |
|  |                   |
|  | Tabernaemontaneae |
|  |                   |

|  | Vinca L. (Syn.: Pervinca Mill.) |
|  | |
|  | Ochrosia Juss. (Syn.: Ochrosion St.-Lag. orth. var., Bleekeria Hassk., Calpicarpum G.Don, Diderota Comm. ex A.DC., Excavatia Markgr., Lactaria Rumph. ex Raf., Neisosperma Raf., Pseudochrosia Blume) |
|  | |

|  | \| \| Catharanthus G.Don (Syn.: Ammocallis Small, Lochnera Rchb. ex Endl. nom. illeg.) \| \| \| \| \| \| Kamettia Kostel. \| \| \| \| |
|  | |
|  | Rauvolfia |
|  | |
|  | Catharanthus G.Don (Syn.: Ammocallis Small, Lochnera Rchb. ex Endl. nom. illeg.)                                                      |
|  | |
|  | Kamettia Kostel. |
|  | |

|  | Catharanthus G.Don (Syn.: Ammocallis Small, Lochnera Rchb. ex Endl. nom. illeg.) |
|  |                                                                                  |
|  | Kamettia Kostel.                                                                 |
|  |                                                                                  |

|  | Vinca L. (Syn.: Pervinca Mill.) |
|  | |
|  | Ochrosia Juss. (Syn.: Ochrosion St.-Lag. orth. var., Bleekeria Hassk., Calpicarpum G.Don, Diderota Comm. ex A.DC., Excavatia Markgr., Lactaria Rumph. ex Raf., Neisosperma Raf., Pseudochrosia Blume) |
|  | |

|  | \| \| Catharanthus G.Don (Syn.: Ammocallis Small, Lochnera Rchb. ex Endl. nom. illeg.) \| \| \| \| \| \| Kamettia Kostel. \| \| \| \| |
|  | |
|  | Rauvolfia |
|  | |
|  | Catharanthus G.Don (Syn.: Ammocallis Small, Lochnera Rchb. ex Endl. nom. illeg.)                                                      |
|  | |
|  | Kamettia Kostel. |
|  | |

|  | Catharanthus G.Don (Syn.: Ammocallis Small, Lochnera Rchb. ex Endl. nom. illeg.) |
|  |                                                                                  |
|  | Kamettia Kostel.                                                                 |
|  |                                                                                  |

|  | Vinca L. (Syn.: Pervinca Mill.) |
|  | |
|  | Ochrosia Juss. (Syn.: Ochrosion St.-Lag. orth. var., Bleekeria Hassk., Calpicarpum G.Don, Diderota Comm. ex A.DC., Excavatia Markgr., Lactaria Rumph. ex Raf., Neisosperma Raf., Pseudochrosia Blume) |
|  | |

|  | \| \| Catharanthus G.Don (Syn.: Ammocallis Small, Lochnera Rchb. ex Endl. nom. illeg.) \| \| \| \| \| \| Kamettia Kostel. \| \| \| \| |
|  | |
|  | Rauvolfia |
|  | |
|  | Catharanthus G.Don (Syn.: Ammocallis Small, Lochnera Rchb. ex Endl. nom. illeg.)                                                      |
|  | |
|  | Kamettia Kostel. |
|  | |

|  | Catharanthus G.Don (Syn.: Ammocallis Small, Lochnera Rchb. ex Endl. nom. illeg.) |
|  |                                                                                  |
|  | Kamettia Kostel.                                                                 |
|  |                                                                                  |

|  | Vinca L. (Syn.: Pervinca Mill.) |
|  | |
|  | Ochrosia Juss. (Syn.: Ochrosion St.-Lag. orth. var., Bleekeria Hassk., Calpicarpum G.Don, Diderota Comm. ex A.DC., Excavatia Markgr., Lactaria Rumph. ex Raf., Neisosperma Raf., Pseudochrosia Blume) |
|  | |

|  | \| \| Catharanthus G.Don (Syn.: Ammocallis Small, Lochnera Rchb. ex Endl. nom. illeg.) \| \| \| \| \| \| Kamettia Kostel. \| \| \| \| |
|  | |
|  | Rauvolfia |
|  | |
|  | Catharanthus G.Don (Syn.: Ammocallis Small, Lochnera Rchb. ex Endl. nom. illeg.)                                                      |
|  | |
|  | Kamettia Kostel. |
|  | |

|  | Catharanthus G.Don (Syn.: Ammocallis Small, Lochnera Rchb. ex Endl. nom. illeg.) |
|  |                                                                                  |
|  | Kamettia Kostel.                                                                 |
|  |                                                                                  |

### Arten und ihre Verbreitung
Die Rauvolfia-Arten haben Areale in Afrika, Asien oder in der Neuen Welt.
Es gibt etwa 74 Arten in der Gattung Rauvolfia:
- Rauvolfia amsoniifolia A.DC.: Sie kommt im zentralen und östlichen Malesien vor.[2]
- Rauvolfia andina Markgr.: Sie kommt in Peru vor.[2]
- Rauvolfia anomala Rapini & I.Koch: Sie kommt in Brasilien vor.[2]
- Rauvolfia aphlebia (Standl.) A.H.Gentry: Sie kommt von Costa Rica bis ins nördliche Kolumbien vor.[2]
- Rauvolfia bahiensis A.DC.: Sie kommt im nordöstlichen Brasilien vor.[2]
- Rauvolfia balansae (Baill.) Boiteau: Sie kommt in zwei Unterarten und einer Varietät nur in Neukaledonien vor.[2]
- Rauvolfia biauriculata Müll.Arg.: Sie kommt auf Inseln in der Karibik vor.[2]
- Rauvolfia caffra Sond.: Sie kommt vom tropischen bis ins südliche Afrika vor.[2]
- Rauvolfia cambodiana Pierre ex Pit.: Sie kommt in Thailand, Kambodscha, Laos und Vietnam vor.[2]
- Rauvolfia capixabae I.Koch & Kin.-Gouv.: Sie wurde 2007 aus den brasilianischen Bundesstaaten Bahia sowie Espírito Santo erstbeschrieben.[2]
- Rauvolfia capuronii Markgr.: Sie kommt nur im nördlichen Madagaskar vor.[2]
- Rauvolfia chaudocensis Pierre ex Pit.: Sie kommt im südlichen Vietnam vor.[2]
- Rauvolfia cubana A.DC.: Sie kommt in Kuba vor.[2]
- Rauvolfia decurva Hook. f.: Sie kommt in Indien vor.[2]
- Rauvolfia dichotoma K.Schum.: Dieser Endemit kommt nur auf São Tomé vor.[2]
- Rauvolfia gracilis I.Koch & Kin.-Gouv.: Sie wurde 2007 aus den brasilianischen Bundesstaaten Rondônia sowie Mato Grosso erstbeschrieben.[2]
- Rauvolfia grandiflora Mart. ex A.DC.: Sie kommt im östlichen Brasilien vor.[2]
- Rauvolfia hookeri S.R.Sriniv. & Chithra: Sie kommt im südlichen Indien vor.[2]
- Rauvolfia insularis Markgr.: Dieser Endemit kommt nur auf der Carolinen-Insel Palau vor.[2]
- Rauvolfia ×ivanovii Granda & V.R.Fuentes = Rauvolfia ligustrina × Rauvolfia viridis. Sie kommt auf Kuba vor.[2]
- Rauvolfia javanica Koord. & Valeton: Sie kommt vom südlichen Sumatra bis zu den Kleinen Sundainseln vor.[2]
- Rauvolfia kamarora Hendrian: Sie kommt nur in Sulawesi vor.[2]
- Rauvolfia leptophylla A.S.Rao: Sie kommt von Kolumbien bis Venezuela vor.[2]
- Rauvolfia letouzeyi Leeuwenb.: Sie kommt im tropischen westlichen-zentralen Afrika vor.[2]
- Rauvolfia ligustrina Roem. & Schult.: Sie kommt vom südlichen Mexiko und auf Karibischen Inseln und Brasilien bis Argentinien vor.[2]
- Rauvolfia linearifolia Britton & P.Wilson: Dieser Endemit kommt nur im östlichen Kuba vor.[2]
- Rauvolfia littoralis Rusby: Sie kommt von Costa Rica bis Ecuador vor.[2]
- Rauvolfia macrantha K.Schum. ex Markgr.: Sie kommt von Panama bis ins tropische Südamerika vor.[2]
- Rauvolfia mannii Stapf: Sie kommt im tropischen Afrika vor.[2]
- Rauvolfia mattfeldiana Markgr.: Sie kommt in Brasilien vor.[2]
- Rauvolfia maxima Markgr.: Sie kommt vom nordöstlichen Kolumbien bis Venezuela vor.[2]
- Rauvolfia media Pichon: Sie kommt im westlichen und südlichen Madagaskar und auf den Komoren vor.[2]
- Rauvolfia micrantha Hook. f.: Sie kommt in Indochina und im südwestlichen Indien vor.[2]
- Rauvolfia microcarpa Hook. f.: Sie kommt in Myanmar vor.[2]
- Rauvolfia moluccana Markgr.: Sie kommt von den Molukken bis zum Bismarck-Archipel vor.[2]
- Rauvolfia mombasiana Stapf: Sie kommt von Kenia bis Mosambik vor.[2]
- Rauvolfia moricandii A.DC.: Sie kommt im nordöstlichen Brasilien vor.[2]
- Rauvolfia nana E.A.Bruce: Sie kommt vom östlichen Angola bis zur Demokratischen Republik Kongo vor.[2]
- Rauvolfia nitida Jacq.: Sie kommt auf Karibischen Inseln, in Mexiko und in Panama vor.[2]
- Rauvolfia nukuhivensis (Fosberg & Sachet) Lorence & Butaud (Syn.: Ochrosia nukuhivensis Fosberg & Sachet): Diese Neukombination erfolgte 2011. Dieser Endemit kommt nur auf Nuku Hiva vor.[2]
- Rauvolfia obtusiflora A.DC.: Sie kommt im nördlichen und nordwestlichen Madagaskar vor.[2]
- Rauvolfia oligantha Hendrian: Dieser Endemit kommt nur im zentralen Java vor.[2]
- Rauvolfia pachyphylla Markgr.: Sie kommt von Venezuela bis ins südliche Guayana vor.[2]
- Rauvolfia paraensis Ducke: Sie kommt im tropischen Südamerika vor.[2]
- Rauvolfia paucifolia A.DC.: Sie kommt im östlichen Brasilien vor.[2]
- Rauvolfia pentaphylla Ducke: Sie kommt vom nördlichen Brasilien bis Peru vor.[2]
- Rauvolfia polyphylla Benth.: Sie kommt vom südöstlichen Kolumbien bis zum südlichen Venezuela und zum nördlichen Brasilien vor.[2]
- Rauvolfia praecox K.Schum. ex Markgr.: Sie kommt von Peru bis Bolivien und im westlichen Brasilien vor.[2]
- Rauvolfia pruinosifolia I.Koch & Kin.-Gouv.: Sie wurde 2007 aus dem brasilianischen Bundesstaat Minas Gerais erstbeschrieben.[2]
- Rauvolfia purpurascens Standl.: Sie kommt von Costa Rica bis Ecuador vor.[2]
- Rauvolfia rhonhofiae Markgr.: Sie kommt in Ecuador vor.[2]
- Rauvolfia rivularis Merr.: Sie kommt in Myanmar vor.[2]
- Rauvolfia rostrata Markgr.: Sie kommt von den Molukken bis zum Bismarck-Archipel vor.[2]
- Rauvolfia sachetiae Fosberg: Dieser Endemit kommt nur auf den Marquesas vor.[2]
- Rauvolfia salicifolia Griseb.: Sie kommt nur in Kuba vor.[2]
- Rauvolfia sanctorum Woodson: Sie kommt von Kolumbien bis Peru vor.[2]
- Rauvolfia sandwicensis A.DC.: Sie kommt in Hawaii vor.[2]
- Rauvolfia schuelii Speg.: Sie kommt von Bolivien bis zum nordwestlichen Argentinien vor.[2]
- Rauvolfia sellowii Müll.Arg.: Sie kommt vom östlichen Bolivien bis Brasilien und bis zum nordöstlichen Argentinien vor.[2]
- Rauvolfia semperflorens (Müll.Arg.) Schltr.: Sie kommt in drei Varietäten in Neukaledonien vor[2]
- Indische Schlangenwurzel (Rauvolfia serpentina (L.) Benth. ex Kurz): Sie kommt vom indischen Subkontinent bis China und ins westliche Malesien vor.[2]
- Rauvolfia sevenetii Boiteau: Sie kommt im südöstlichen Neukaledonien vor.[2]
- Rauvolfia spathulata Boiteau: Sie kommt im südöstlichen Neukaledonien vor.[2]
- Rauvolfia sprucei Müll.Arg.: Sie kommt vom südlichen Venezuela bis Peru und zum westlichen Bolivien vor.[2]
- Rauvolfia steyermarkii Woodson: Sie kommt von Kolumbien bis Venezuela vor.[2]
- Rauvolfia sumatrana Jack: Sie kommt von Indochina bis Malesien und im südlichen China vor.[2]
- Rauvolfia tetraphylla L. (Syn.: Rauvolfia canescens L.): Sie kommt von Mexiko bis ins tropische Südamerika vor.[2]
- Rauvolfia tiaolushanensis Tsiang: Sie kommt nur auf Hainan vor.[2]
- Rauvolfia verticillata (Lour.) Baill.: Sie kommt von Indien bis Taiwan und Malesien vor.[2]
- Rauvolfia viridis Roem. & Schult.: Sie kommt von Costa Rica bis Venezuela und auf Inseln in der Karibik vor.[2]
- Rauvolfia volkensii (K.Schum.) Stapf: Dieser Endemit kommt nur im nordöstlichen Tansania vor.[2]
- Rauvolfia vomitoria Afzel.: Sie kommt vom westlichen tropischen Afrika bis Tansania und Angola vor.[2]
- Rauvolfia weddeliana Müll.Arg.: Sie kommt in Brasilien und in Paraguay vor.[2]
- Rauvolfia woodsoniana Standl.: Sie kommt nur in Costa Rica vor.[2]